# Sergej Efron

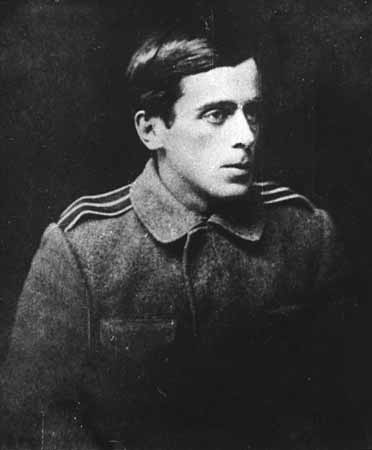
Sergej Efron

Sergej Jakovlevitsj Efron (Moskou, 11 oktober 1893 — 16 oktober 1941) was een Russisch schrijver. Na de Russische Revolutie was hij als militair betrokken bij de strijd tegen het Sovjetregime. Hij ging daarna in ballingschap, na zijn terugkeer naar Rusland werd hij gefusilleerd. 
In 1912 trouwde hij met de dichteres Marina Tsvetajeva. In datzelfde jaar publiceerde hij ook zijn verhalenbundel "Kindheid". (Sergej Efron: Detstvo. Moskou 1912). In het begin van de Eerste Wereldoorlog meldde hij zich, als zovelen, vrijwillig als militair. Vanwege zijn zwakke gezondheid bleven zijn krijgsverrichtingen beperkt. In 1917 volgde hij een officiersopleiding in Moskou. Hij was betrokken bij het verzet aldaar tegen de Oktoberrevolutie. Toen dat verzet was neergeslagen, wist hij te ontkomen naar de Krim. Daar sloot hij zich aan bij het Witte Leger dat zich nog enkele jaren tegen het Sovjetregime staande kon houden. Door zijn vertrek bleven zijn vrouw en twee jonge dochters (Ariadna en Irina) in Moskou achter. Irina zou een van de daaropvolgende hongerwinters niet overleven. Na de nederlaag van het Witte Leger in 1921 vertrok Efron in ballingschap naar Praag. Marina voegde zich met haar overgebleven dochter bij hem, maar niet nadat zij tijdens een dichtersbijeenkomst in Moskou de heldenmoed van het Witte Leger ('het zwanenkamp') had bezongen.
In 1925 kregen zij hun zoon Georgi en verhuisden naar Parijs. De financiële omstandigheden van het gezin waren zeer slecht. Omstreeks 1930 lijkt er een kentering op te treden in de vijandige houding van Efron jegens de Sovjet-Unie. Op den duur voerde hij opdrachten uit voor de geheime dienst van de Sovjet-Unie. In 1937 werd Efron door de Franse politie in verband gebracht met een moord. Zijn dochter Ariadna en hij gingen terug naar de Sovjet-Unie, in 1939 gevolgd door zijn vrouw en zoon. Niet lang daarna werden zijn dochter en hij gearresteerd. Hij werd van spionage beschuldigd en in 1941 gefusilleerd. Uit de verhoorverslagen ten tijde van zijn gevangenschap blijkt een voortdurende inspanning om zijn vrouw, dochter en zoon niet te belasten. In 1956, het jaar dat zijn dochter uit een werkkamp werd ontslagen, werd hij postuum gerehabiliteerd. Zijn vrouw pleegde in 1941 zelfmoord, zijn zoon sneuvelde in 1944 in de Tweede Wereldoorlog.

## Literatur
- Arkadi Waksberg: Die Verfolgten Stalins. Aus den Verliesen des KGB. Reinbek 1993, S. 116-129.
- Irma Kudrova: The Death of a poet, The last Days of Marina Tsvetaeva The Overlook Press, New York, 2004.